# Условная переменная
Условная переменная — примитив синхронизации, обеспечивающий блокирование одного или нескольких потоков до момента поступления сигнала от другого потока о выполнении некоторого условия или до истечения максимального промежутка времени ожидания. Условные переменные используются вместе с ассоциированным мьютексом и являются элементом некоторых видов мониторов.

## Обзор
Концептуально, условная переменная — это очередь потоков, ассоциированных с разделяемым объектом данных, которые ожидают выполнения некоторого условия, накладываемого на состояние данных. Таким образом, каждая условная переменная {\displaystyle c} связана с утверждением {\displaystyle P_{c}}. Когда поток находится в состоянии ожидания на условной переменной, он не считается владеющим данными и другой поток может изменить разделяемый объект и просигнализировать ожидающим потокам в случае выполнения утверждения {\displaystyle P_{c}}.

## Примеры использования
Приведенный пример иллюстрирует применение условных переменных для синхронизации потоков производителя и потребителя.
Поток-производитель, постепенно увеличивая значение общей переменной, сигнализирует потоку, ожидающему на условной переменной о выполнении условия превышения максимального значения. Ожидающий поток-потребитель, проверяя значение общей переменной, блокируется в случае невыполнения условия превышения максимума. При получении сигнала об истинности утверждения поток «потребляет» разделяемый ресурс, уменьшая значение общей переменной так, чтобы оно не стало меньше допустимого минимума.

### POSIX threads
В библиотеке POSIX Threads для языка C за использование условных переменных отвечают функции и структуры данных с префиксом pthread_cond.
```
#include
 
<stdlib.h>

#include
 
<stdio.h>

#include
 
<unistd.h>

#include
 
<pthread.h>

#define STORAGE_MIN 10

#define STORAGE_MAX 20

/* Разделяемый ресурс */

int
 
storage
 
=
 
STORAGE_MIN
;

pthread_mutex_t
 
mutex
;

pthread_cond_t
 
condition
;

/* Функция потока потребителя */

void
 
*
consumer
(
void
 
*
args
)

{

	
puts
(
"[CONSUMER] thread started"
);

	
int
 
toConsume
 
=
 
0
;

	

	
while
(
1
)

	
{

		
pthread_mutex_lock
(
&
mutex
);

		
/* Если значение общей переменной меньше максимального, 

		 * то поток входит в состояние ожидания сигнала о достижении

		 * максимума */

		
while
 
(
storage
 
<
 
STORAGE_MAX
)

		
{

			
pthread_cond_wait
(
&
condition
,
 
&
mutex
);

		
}

		
toConsume
 
=
 
storage
-
STORAGE_MIN
;

		
printf
(
"[CONSUMER] storage is maximum, consuming %d
\n
"
,
 
\

			
toConsume
);

		
/* "Потребление" допустимого объема из значения общей 

		 * переменной */

		
storage
 
-=
 
toConsume
;

		
printf
(
"[CONSUMER] storage = %d
\n
"
,
 
storage
);

		
pthread_mutex_unlock
(
&
mutex
);

	
}

	

	
return
 
NULL
;

}

/* Функция потока производителя */

void
 
*
producer
(
void
 
*
args
)

{

	
puts
(
"[PRODUCER] thread started"
);

	

	
while
 
(
1
)

	
{

		
usleep
(
200000
);

		
pthread_mutex_lock
(
&
mutex
);

		
/* Производитель постоянно увеличивает значение общей переменной */

		
++
storage
;

		
printf
(
"[PRODUCER] storage = %d
\n
"
,
 
storage
);

		
/* Если значение общей переменной достигло или превысило

		 * максимум, поток потребитель уведомляется об этом */

		
if
 
(
storage
 
>=
 
STORAGE_MAX
)

		
{

			
puts
(
"[PRODUCER] storage maximum"
);

			
pthread_cond_signal
(
&
condition
);

		
}

		
pthread_mutex_unlock
(
&
mutex
);

	
}

	
return
 
NULL
;

}

int
 
main
(
int
 
argc
,
 
char
 
*
argv
[])

{

	
int
 
res
 
=
 
0
;

	
pthread_t
 
thProducer
,
 
thConsumer
;

	

	
pthread_mutex_init
(
&
mutex
,
 
NULL
);

	
pthread_cond_init
(
&
condition
,
 
NULL
);

	

	
res
 
=
 
pthread_create
(
&
thProducer
,
 
NULL
,
 
producer
,
 
NULL
);

	
if
 
(
res
 
!=
 
0
)

	
{

		
perror
(
"pthread_create"
);

		
exit
(
EXIT_FAILURE
);

	
}

	

	
res
 
=
 
pthread_create
(
&
thConsumer
,
 
NULL
,
 
consumer
,
 
NULL
);

	
if
 
(
res
 
!=
 
0
)

	
{

		
perror
(
"pthread_create"
);

		
exit
(
EXIT_FAILURE
);

	
}

	

	
pthread_join
(
thProducer
,
 
NULL
);

	
pthread_join
(
thConsumer
,
 
NULL
);

	

	
return
 
EXIT_SUCCESS
;

}

```

### C++
Стандарт C++11 добавил в язык поддержку многопоточности. Работа с условными переменными обеспечивается средствами, объявленными в заголовочном файле condition_variable
```
#include
 
<cstdlib>

#include
 
<iostream>

#include
 
<thread>

#include
 
<mutex>

#include
 
<condition_variable>

#include
 
<chrono>

#define STORAGE_MIN 10

#define STORAGE_MAX 20

int
 
storage
 
=
 
STORAGE_MIN
;

std
::
mutex
 
globalMutex
;

std
::
condition_variable
 
condition
;

/* Функция потока потребителя */

void
 
consumer
()

{

	
std
::
cout
 
<<
 
"[CONSUMER] thread started"
 
<<
 
std
::
endl
;

	
int
 
toConsume
 
=
 
0
;

	

	
while
(
true
)

	
{

		
std
::
unique_lock
<
std
::
mutex
>
 
lock
(
globalMutex
);

		
/* Если значение общей переменной меньше максимального, 

		 * то поток входит в состояние ожидания сигнала о достижении

		 * максимума */

		
if
 
(
storage
 
<
 
STORAGE_MAX
)

		
{

			
condition
.
wait
(
lock
 
,
 
[]{
return
 
storage
 
>=
 
STORAGE_MAX
;}
 
);
 
// Атомарно _отпускает мьютекс_ и сразу же блокирует поток

			
toConsume
 
=
 
storage
-
STORAGE_MIN
;

			
std
::
cout
 
<<
 
"[CONSUMER] storage is maximum, consuming "

				      
<<
 
toConsume
 
<<
 
std
::
endl
;

		
}

		
/* "Потребление" допустимого объема из значения общей 

		 * переменной */

		
storage
 
-=
 
toConsume
;

		
std
::
cout
 
<<
 
"[CONSUMER] storage = "
 
<<
 
storage
 
<<
 
std
::
endl
;

	
}

}

/* Функция потока производителя */

void
 
producer
()

{

	
std
::
cout
 
<<
 
"[PRODUCER] thread started"
 
<<
 
std
::
endl
;

	
while
 
(
true
)

	
{

		
std
::
this_thread
::
sleep_for
(
std
::
chrono
::
milliseconds
(
200
));
  

    

		
std
::
unique_lock
<
std
::
mutex
>
 
lock
(
globalMutex
);

		
++
storage
;

		
std
::
cout
 
<<
 
"[PRODUCER] storage = "
 
<<
  
storage
 
<<
 
std
::
endl
;

		
/* Если значение общей переменной достигло или превысило

		 * максимум, поток потребитель уведомляется об этом */

		
if
 
(
storage
 
>=
 
STORAGE_MAX
)

		
{

			
std
::
cout
 
<<
 
"[PRODUCER] storage maximum"
 
<<
 
std
::
endl
;

			
condition
.
notify_one
();

		
}

	
}

}

int
 
main
(
int
 
argc
,
 
char
 
*
argv
[])

{

	
std
::
thread
 
thProducer
(
producer
);

	
std
::
thread
 
thConsumer
(
consumer
);

	

	
thProducer
.
join
();

	
thConsumer
.
join
();

	

	
return
 
0
;

}

```

### Qt 4
cw.h
```
#ifndef CW_H

#define	CW_H

#include
 
<QThread>

#include
 
<QMutex>

#include
 
<QWaitCondition>

#include
 
<QDebug>

#define STORAGE_MIN 10

#define STORAGE_MAX 20

extern
 
int
            
storage
;

extern
 
QMutex
         
qmt
;

extern
 
QWaitCondition
 
condition
;

class
 
Producer
 
:
 
public
 
QThread

{

    
Q_OBJECT

private
:

    
void
 
run
()

    
{

        
qDebug
()
 
<<
 
"[PRODUCER] thread started"
;

        

        
while
 
(
1
)

	    
{

            
QThread
::
msleep
(
200
);

    

            
qmt
.
lock
();

            
++
storage
;

            
qDebug
()
 
<<
 
"[PRODUCER] storage = "
 
<<
  
storage
;

            
/* Если значение общей переменной достигло или превысило

	         * максимум, поток потребитель уведомляется об этом */

            
if
 
(
storage
 
>=
 
STORAGE_MAX
)

            
{

                
qDebug
()
 
<<
 
"[PRODUCER] storage maximum"
;

                
condition
.
wakeOne
();

            
}

            
qmt
.
unlock
();

	    
}

    
}

};

class
 
Consumer
 
:
 
public
 
QThread

{

    
Q_OBJECT

private
:

    
void
 
run
()

    
{

        
qDebug
()
 
<<
 
"[CONSUMER] thread started"
;

        
int
 
toConsume
 
=
 
0
;

        
while
(
1
)

        
{

            
qmt
.
lock
();

            
/* Если значение общей переменной меньше максимального, 

	         * то поток входит в состояние ожидания сигнала о достижении

             * максимума */

            
if
 
(
storage
 
<
 
STORAGE_MAX
)

            
{

                
condition
.
wait
(
&
qmt
);

		        
toConsume
 
=
 
storage
-
STORAGE_MIN
;

		        
qDebug
()
 
<<
 
"[CONSUMER] storage is maximum, consuming "

		          
<<
 
toConsume
;

            
}

            
/* "Потребление" допустимого объема из значения общей 

             * переменной */

            
storage
 
-=
 
toConsume
;

            
qDebug
()
 
<<
 
"[CONSUMER] storage = "
 
<<
 
storage
;

            
qmt
.
unlock
();

	    
}

    
}

};

#endif	
/* CW_H */

```

main.cpp
```
#include
 
<QCoreApplication>

#include
 
"cw.h"

int
            
storage
 
=
 
STORAGE_MIN
;

QMutex
         
qmt
;

QWaitCondition
 
condition
;

int
 
main
(
int
 
argc
,
 
char
 
*
argv
[])

{

    
QCoreApplication
 
app
(
argc
,
 
argv
);

    
Producer
       
prod
;

    
Consumer
       
cons
;

    
prod
.
start
();

    
cons
.
start
();

    
return
 
app
.
exec
();

}

```

### Python
В языке Python условные переменные реализованы в виде экземпляров класса Condition модуля threading. В следующем примере одна и та же условная переменная используется в потоках производителя и потребителя с применением синтаксиса менеджера контекста
```
# Поток-потребитель

with
 
cond_var
:
  
# в контексте условия cond_var

    
while
 
not
 
an_item_is_available
():
  
# пока элемент недоступен

        
cond_var
.
wait
()
  
# ждать

    
get_an_item
()
  
# получить элемент

```

```
# Поток-производитель

with
 
cond_var
:
  
# в контексте условия cond_var

    
make_an_item_available
()
  
# произвести элемент

    
cond_var
.
notify
()
  
# известить потребителей

```

### Ada '95
В языке Ада нет необходимости в использовании условных переменных. Для организации мониторов с блокированием задач возможно использовать защищенные типы данных.
```
with
 
Ada.Text_IO
;

procedure
 
Main
 
is

   
task
 
Producer
;
 
-- объявление задачи производителя

   
task
 
Consumer
;
 
-- объявление задачи потребителя

   
type
 
Storage_T
 
is
 
range
 
10
 
..
 
20
;
 
-- тип диапазон для общего ресурса

   
-- монитор (защищенный объект), разделяемый производителем и потребителем

   
protected
 
type
 
Storage
 
is

      
entry
 
Put
;
 
-- операция "произвести" единицу ресурса

      
entry
 
Get
;
 
-- операция "потребить" допустимое количество ресурса

      
entry
 
Value
(
val
 
: 
out
 
Storage_T
);
 
-- аксессор значения переменной

   
private

      
-- скрытая переменная с минимальным начальным значением из диапазона типа

      
StorageData
 
:
 
Storage_T
 
:=
 
Storage_T
'
First
;
 
   
end
 
Storage
;

   
-- реализация монитора Storage

   
protected
 
body
 
Storage
 
is

      
entry
 
Put
 
when
 
StorageData
 
<
 
Storage_T
'
Last
 
is

      
begin

         
StorageData
 
:=
 
StorageData
 
+
 
1
;

         
if
 
StorageData
 
>=
 
Storage_T
'
Last
 
then

            
Ada
.
Text_IO
.
Put_Line
(
"[PRODUCER] storage maximum"
);

         
end
 
if
;

      
end
;

      
entry
 
Get
 
when
 
StorageData
 
>=
 
Storage_T
'
Last
 
is

         
To_Consume
 
:
 
Storage_T
;

      
begin

         
To_Consume
 
:=
 
StorageData
 
-
 
Storage_T
'
First
;

         
StorageData
 
:=
 
StorageData
 
-
 
To_Consume
;

         
Ada
.
Text_IO
.
Put_Line
(
"[CONSUMER] consuming"
);

      
end
 
Get
;

      
entry
 
Value
(
val
 
: 
out
 
Storage_T
)
 
when
 
true
 
is

      
begin

         
val
 
:=
 
StorageData
;

      
end
;

   
end
 
Storage
;

   
-- экземпляр монитора Storage

   
Storage1
 
:
 
Storage
;

   
-- реализация задачи производителя

   
task
 
body
 
Producer
 
is

      
v
 
:
 
Storage_T
;

   
begin

      
Ada
.
Text_IO
.
Put_Line
(
"[PRODUCER] Task started"
);

      
loop

         
delay
 
0.2
;

         
Storage1
.
Put
;

         
Storage1
.
Value
(
v
);

         
Ada
.
Text_IO
.
Put
(
"[PRODUCER] "
);

         
Ada
.
Text_IO
.
Put_Line
(
v
'
Img
);

      
end
 
loop
;

   
end
 
Producer
;

   
-- реализация задачи потребителя

   
task
 
body
 
Consumer
 
is

   
begin

      
Ada
.
Text_IO
.
Put_Line
(
"[CONSUMER] Task started"
);

      
loop

         
Storage1
.
Get
;

      
end
 
loop
;

   
end
 
Consumer
;

begin

   
null
;

end
 
Main
;

```